# Archidiecezja Trivandrum
Archidiecezja Trivandrum (łac. Archidioecesis Trivandrensis Latinorum) – archidiecezja Kościoła rzymskokatolickiego z siedzibą w Thiruvananthapuram (Trivandrum) w Indiach, położona na południu stanu Kerala.